# 石川人麻呂
石川 人麻呂（いしかわ の ひとまろ、生没年不詳）は、奈良時代の貴族。官位は従五位上・伊豆守。

## 経歴
孝謙朝の天平神護3年（767年）従五位下・弾正弼に叙任される。神護景雲2年（768年）大蔵少輔に遷るが、神護景雲3年（769年）能登守として地方官に転じる。
光仁朝の宝亀5年（774年）式部少輔に任ぜられて京官に復し、宝亀7年（776年）畿内諸国に検税使が派遣されると、人麻呂は大和国の検税使を務めた。宝亀8年（777年）従五位上・伊豆守に叙任されている。

## 官歴
『続日本紀』による。
- 時期不詳：正六位上
- 天平神護3年（767年） 正月18日：従五位下。2月28日：弾正弼
- 神護景雲2年（768年） 7月1日：大蔵少輔
- 神護景雲3年（769年） 6月9日：能登守
- 宝亀5年（774年） 3月5日：式部少輔
- 宝亀7年（776年） 7月15日：大和検税使
- 宝亀8年（777年） 正月7日：従五位上。正月25日：伊豆守